# Dzygiwka
Dzygiwka (ukr. Дзиґівка) – wieś na Ukrainie w rejonie jampolskim obwodu winnickiego.
Pod rozbiorami siedziba gminy Dzygowka w powiecie jampolskim guberni podolskiej.
W 1787 r. stała się małym miasteczkiem. W 1881 r. było tu 3956 mieszkańców (głównie Żydów), w 1893 r. – 5041, w 1905 r. – 7413, a obecnie jest to wieś licząca trzy tysiące mieszkańców, z czego jedynie około stu to katolicy.  Wchodziła w skład obwodu jampolskiego, a od 2020 roku wchodzi w skład obwodu mohyleńsko-podolskiego.

## Pałac
- pałac wybudowany na przełomie XVIII w. i XIX w. przez Zachariasza Jaroszyńskiego[1] lub samego syna Wincentego[2]. W pałacu znajdowała się kolekcja obrazów: J. Kossaka, Grotgera, Rosena, zbrojownia[1].

## Kościoły
- Parafia katolicka Dekanatu Tomaszpol pw. Ducha Świętego. Katolicy obrządku łacińskiego początkowo należeli do parafii Matki Bożej z Góry Karmel w Tomaszpolu. W latach 1803–1805 na koszt miejscowego właściciela Wincentego Jaroszyńskiego wybudowano murowany kościół. Akt erekcyjny podpisano 14 kwietnia 1804 r., a 28 sierpnia tegoż roku właściciel zaapelował do biskupa o utworzenie w mieście samodzielnej parafii, która w 1806 r. została wydzielona z parafii Tomaszpol. Kościół w Dzygiwce miał trzy ołtarze, w głównym znajdował się cudowny obraz Matki Bożej. Późniejsza kaplica, w krypcie której pochowano Jaroszyńskich, miała ołtarz z obrazem Pana Jezusa Ukrzyżowanego, a w kamiennym ogrodzeniu kościoła znajdowała się kamienna dzwonnica-brama z dwoma dużymi dzwonami. W 1824 r. wsparcie finansowe parafii zwiększył właściciel sąsiedniej wsi Wiatrówka, W. Wiatrowski. W 1835 r. na koszt syna fundatora, Antoniego Jaroszyńskiego, przy udziale zaproszonych przez niego włoskich artystów, na terenie przed kościołem wzniesiono szesnastometrową kolumnę z rzeźbą Matki Boskiej Niepokalanie Poczętej z kaplicą u podstawy. Po ostatecznym wyposażeniu kościół został konsekrowany 17 sierpnia 1841 r. przez biskupa Franciszka Macierewicza, który przekazał też na rzecz parafii znaczną sumę pieniędzy i nieruchomości. W 1860 r. i później parafia w Dzygiwce liczyła ponad dwa tysiące parafian mieszkających w mieście i kilkunastu okolicznych wsiach. W dokumentach i schematyzmach od drugiej połowy XIX w. do początku I wojny światowej występuje pod tytułami Ducha Świętego i Zstąpienia Ducha Świętego. Co najmniej od połowy lat 70. XIX w. do 1907 r. parafią zarządzał ks. Julian Przeździecki, a liczba parafian przekraczała dwa i pół tysiąca. W 1913 roku kościół został odrestaurowany dzięki staraniom administratora, księdza Józefa Moduszewskiego. W 1919 r. kolumna z Matką Boską została zniszczona przez władze radzieckie, a od około 1921 do 1990 r. kościół był zamknięty (był wykorzystywany jako sala gimnastyczna). W 2021 r., z pomocą pierwszego wiceprzewodniczącego Winnickiej Rady Obwodowej Wołodymyra Kistiona, na miejscu zniszczonej przez władze radzieckie w 1919 r. kolumny wzniesiono nową o tej samej wysokości, na której umieszczono 1,2 metrową rzeźbę Matki Boskiej wykonaną z włókna szklanego sprowadzonego z Polski. Po zagospodarowaniu otaczającego terenu kolumna z rzeźbą Matki Boskiej została poświęcona 7 czerwca 2022 r. przez biskupa Bronisława Bernackiego.

## Literatura
- Roman Aftanazy, Dzieje rezydencji na dawnych kresach Rzeczypospolitej, Tom X Województwo Bracławskie, s. 97–100
- Antoni Urbański, Memento kresowe, Warszawa, 1929